# 台南大飯店
台南大飯店為台灣臺南市的觀光飯店之一，位於臺南車站正前方，於1964年11月29日開幕，次日正式營業。在2002年以後連鎖飯店集團陸續進駐臺南之前，曾長期為臺南最高級的飯店。

## 沿革
台南大飯店於1964年11月29日開幕，次日正式營業，在此之前共耗資千餘萬元，歷時約一年半的工程時間興建飯店。第一位入住的客人是當時司法行政部（今法務部）部長鄭彥棻，而早在正式營業前一個月便已有人預約房間與酒席，該處在日本時代曾為大正町「東屋」旅館的所在地。台南大飯店的創辦人是旅日台僑鄭旺及鄭添根兄弟，據鄭添根的說法，他們兄弟是為了回饋故鄉而創辦此間飯店，若是考量賺錢因素，實在應該在臺北投資才是。
創辦當時除了旅社部外，設有中、西、日式餐廳，以及酒吧、咖啡廳、大舞廳等設施，不過大舞廳實際營業的日期較飯店正式營業日稍遲了一陣。

## 交通
- 鐵路：臺南車站
- 公車：大台南公車、高雄市公車臺南站
- 客運：臺南轉運站、高雄客運臺南站
- 公共自行車T-Bike：臺南火車站前站、後站

## 外部連結
- 台南大飯店 臺灣旅宿網 （页面存档备份，存于）